# P. Q. Phan
P. Q. Phan (em vietnamita:  Phan Quang Phục), (Da Nang, 1962) é um compositor vietnamita de música clássica contemporânea que vive nos Estados Unidos. Ele se interessou por música enquanto estudava arquitetura em 1978 e aprendeu a tocar piano, compor e orquestrar. Em 1982, ele imigrou para os Estados Unidos e iniciou seu treinamento musical formal.

## Vida
Phan possui um B.M. da Universidade do Sul da Califórnia (1987) e um M.M. (1989), M.A. (1993) e D.M.A. (1993) da Universidade de Michigan. Ele lecionou na Universidade de Illinois em Urbana-Champaign e na Universidade Estadual de Cleveland. Atualmente, é professor de composição na Indiana University Bloomington.

## Carreira
A música de Phan foi tocada nos Estados Unidos, Canadá, México, na Europa (Inglaterra, França, Áustria, Itália, Holanda, Noruega, Alemanha, Bélgica, Espanha, Estônia, Lituânia, Rússia e Dinamarca), Israel, Turquia, Austrália, Nova Zelândia, China, Hong Kong (China), Cingapura, Coreia e Japão.
Ele recebeu numerosas comissões, incluindo do Kronos Quartet, da American Composers Orchestra, da Cleveland Chamber Symphony, da Greater East Lansing Symphony, Obscura Trio, Ensemble Alternance de Paris, Core Ensemble, do Pittsburgh New Music Ensemble, etc.
Seus trabalhos foram tocados pelo Kronos Quartet, BBC Scottish Symphony Orchestra, Radio France, Ensemble Moderne, Cincinnati Orchestra, Seattle Symphony Orchestra, American Composers Orchestra, St. Louis Orchestra — Chamber Group, Cleveland Chamber Symphony, a Charleston Symphony, a Greater East Lansing Symphony, a Sinfonia da Camera, o Pittsburgh New Music Ensemble e a Society for New Music.
Foi compositor convidado em vários festivais de música, incluindo a Asian Music Week 2000, o Asian New Music Festival 1999 em Tóquio, o New Music Festival no Hamilton College (Nova Iorque) em abril de 1997 e abril de 1999, a residência de 1996 com o Kronos Quartet na Universidade de Iowa — Hancher Auditorium,Asian Composers' Forum de 1995 em Sendai, Japão, o New Music Festival de 1994 na Universidade da Califórnia em Santa Barbara e o Music Lives 1992 em Pittsburgh.
Sua ópera, The Tale of Lady Thi Kinh, baseado na lenda vietnamita Quan Âm Thị Kính, estreou em fevereiro de 2014 no Centro de Artes Musicais da Universidade de Indiana.
Suas gravações incluem Tragedy at the Opera ("Kronos Quartet: 25 Years", Nonesuch 19504), Nights of Memory for solo guitar (Michael McCormick, Plaxton – CD001, L.A., 1992), and a new CD titled Banana Trumpet Games (includes Unexpected Desire, Banana Trumpets Games, My Language, Rough Trax, Beyond the Mountains, and Rock Blood) on CRI-CD849.

## Prêmios
- Prêmio Roma de 1998
- Rockefeller Foundation Grant
- Meet the Composers: Music Alive Residency Award com a American Composers Orchestra[5]
- Prêmios ASCAP Standard
- Bolsas de Artes Individuais do Conselho de Artes de Ohio
- Centro Charles Ives de Música Americana, Concordia Orchestra
- Residência MacDowell Colony